# Mistrovství České republiky v orientačním běhu 1994
2. ročník Mistrovství České republiky v orientačním běhu proběhl v roce 1994 ve čtyřech individuálních a dvou týmových disciplínách.

## Nejúspěšnější závodníci
Pořadí závodníků podle získaných medailí (tzv. olympijského hodnocení) všech mistrovských kategorií (D16 – mladší dorostenky, D18 – starší dorostenky, D20 – juniorky, D21 – ženy, H16 – mladší dorostenci, H18 – starší dorostenci, H20 – junioři, H21 – muži) v individuálních disciplínách v roce 1994. Uvedeni jsou závodníci, kteří získali alespoň dvě medaile a zároveň alespoň jednu zlatou medaili.
| Medailové pořadí závodníků na MČR | Medailové pořadí závodníků na MČR | Medailové pořadí závodníků na MČR | Medailové pořadí závodníků na MČR | Medailové pořadí závodníků na MČR |
| Jméno                             | 1. místo                          | 2. místo                          | 3. místo                          | Celkem                            |
| --------------------------------- | --------------------------------- | --------------------------------- | --------------------------------- | --------------------------------- |
| Luboš Matějů                      | 4                                 |                                   |                                   | 4                                 |
| Kateřina Tichá                    | 3                                 |                                   |                                   | 3                                 |
| Rudolf Ropek                      | 2                                 |                                   | 1                                 | 3                                 |
| Eva Juřeníková                    | 2                                 |                                   | 1                                 | 3                                 |
| Radek Novotný                     | 2                                 |                                   |                                   | 2                                 |
| Mária Honzová                     | 1                                 | 1                                 |                                   | 2                                 |
| Libor Netopil                     | 1                                 | 1                                 |                                   | 2                                 |
| Hana Ryglová                      | 1                                 | 1                                 |                                   | 2                                 |
| Kateřina Mikšová                  | 1                                 | 1                                 |                                   | 2                                 |
| Zdenka Stará                      | 1                                 |                                   | 1                                 | 2                                 |
| Petra Borůvková                   | 1                                 |                                   | 1                                 | 2                                 |
| Petr Vavrys                       | 1                                 |                                   | 1                                 | 2                                 |
| Dagmar Musilová                   | 1                                 |                                   | 1                                 | 2                                 |

## Mistrovství ČR na dlouhé trati
| Datum závodu   | 30. 4. 1994     |  | Místo konání    | Doksy • aréna |  | Pořadatel       | OK Doksy  |
| Ředitel závodu |                 |  | Hlavní rozhodčí |               |  | Stavitelé tratí | Tom Novák |
| Název mapy     | Mariánská cesta |  | Web závodu      |               |  | Výsledky závodu |           |

| Zkrácené výsledky             | Zkrácené výsledky       | Zkrácené výsledky            | Zkrácené výsledky       | Zkrácené výsledky       | Zkrácené výsledky | Zkrácené výsledky       | Zkrácené výsledky           | Zkrácené výsledky       | Zkrácené výsledky       |
| Pořadí                        | H21 – muži              | H21 – muži                   | H21 – muži              | H21 – muži              | Pořadí            | D21 – ženy              | D21 – ženy                  | D21 – ženy              | D21 – ženy              |
| ----------------------------- | ----------------------- | ---------------------------- | ----------------------- | ----------------------- | ----------------- | ----------------------- | --------------------------- | ----------------------- | ----------------------- |
| Zlatá medaile                 | Rudolf Ropek            | VSK Mendelu Brno             | 2:23:57                 |                         | Zlatá medaile     | Mária Honzová           | Slezská univerzita Ostrava  | 2:02:58                 |                         |
| Stříbrná medaile              | Libor Zřídkaveselý      | Centrum volného času Brno    | 2:42:56                 | +18:59                  | Stříbrná medaile  | Marcela Kubatková       | Slezská univerzita Ostrava  | 2:04:13                 | +1:15                   |
| Bronzová medaile              | Petr Bořánek            | USK Praha                    | 2:45:38                 | +21:41                  | Bronzová medaile  | Olga Jirsová            | OK Jiskra Nový Bor          | 2:05:09                 | +2:11                   |
| 4                             | Petr Utinek             | OK Jiskra Nový Bor           | 2:45:50                 | +21:53                  | 4                 | Hana Doleželová         | Slezská univerzita Ostrava  | 2:07:22                 | +4:24                   |
| 5                             | Zdeněk Zuzánek          | OOB TJ Tatran Jablonec n. N. | 2:46:31                 | +22:34                  | 5                 | Kristýna Šimůnková      | USK Praha                   | 2:12:56                 | +9:58                   |
| 6                             | Petr Hynek              | KOB ZPV Prostějov            | 2:46:49                 | +22:52                  | 6                 | Věra Utinková           | OK Jiskra Nový Bor          | 2:17:55                 | +14:57                  |
| 7                             | Zdeněk Zikmund          | Sportcentrum Jičín           | 2:46:51                 | +22:54                  | 7                 | Radka Novotná           | Slavia Liberec orienteering | 2:19:20                 | +16:22                  |
| 8                             | Jiří Hlaváč             | VSK Mendelu Brno             | 2:47:46                 | +23:49                  | 8                 | Iva Knapová             | OK Lokomotiva Pardubice     | 2:21:05                 | +18:07                  |
| 9                             | Pavel Košárek           | VSK VŠB TU Ostrava           | 2:51:36                 | +27:39                  | 9                 | Hana Lejsková           | SK OK 24 Praha              | 2:21:39                 | +18:41                  |
| 10                            | Miloslav Maťátko        | SK SKI-OB Šternberk          | 2:52:50                 | +28:53                  | 10                | Zuzana Henychová        | SK OK 24 Praha              | 2:33:55                 | +30:57                  |
| Pořadí                        | H20 – junioři           | H20 – junioři                | H20 – junioři           | H20 – junioři           | Pořadí            | D20 – juniorky          | D20 – juniorky              | D20 – juniorky          | D20 – juniorky          |
| Zlatá medaile                 | Libor Netopil           | VTJ Bechyně                  | 2:01:18                 |                         | Zlatá medaile     | Kateřina Tichá          | OK Jiskra Nový Bor          | 1:38:19                 |                         |
| Stříbrná medaile              | Radim Ondráček          | KOB ZPV Prostějov            | 2:02:38                 | +1:20                   | Stříbrná medaile  | Marie Slováková         | OOB TJ Slovan Luhačovice    | 1:40:49                 | +2:30                   |
| Bronzová medaile              | Tomáš Vácha             | OK Jiskra Nový Bor           | 2:02:52                 | +1:34                   | Bronzová medaile  | Helena Novotná          | OOS TJ Spartak Vrchlabí     | 1:47:33                 | +9:14                   |
| Pořadí                        | H18 – starší dorostenci | H18 – starší dorostenci      | H18 – starší dorostenci | H18 – starší dorostenci | Pořadí            | D18 – starší dorostenky | D18 – starší dorostenky     | D18 – starší dorostenky | D18 – starší dorostenky |
| Zlatá medaile                 | Luboš Matějů            | SK Praga                     | 1:59:38                 |                         | Zlatá medaile     | Eva Juřeníková          | SKOB Ostrava                | 1:35:26                 |                         |
| Stříbrná medaile              | Martin Janďourek        | OK Jilemnice                 | 2:01:32                 | +1:54                   | Stříbrná medaile  | Renata Havrdová         | Sportcentrum Jičín          | 1:38:37                 | +3:11                   |
| Bronzová medaile              | David Hepner            | OK Slavia Hradec Králové     | 2:03:56                 | +4:18                   | Bronzová medaile  | Petra Borůvková         | OK Jilemnice                | 1:38:50                 | +3:24                   |
| << předchozí • následující >> |                         |                              |                         |                         |                   |                         |                             |                         |                         |

Souhrnné informace naleznete v článku Mistrovství České republiky v orientačním běhu na dlouhé trati.

## Mistrovství ČR na klasické trati
| Datum závodu   | 17. 9. 1994    |  | Místo konání    | Vidnava • aréna |  | Pořadatel       | VSK VŠB TU Ostrava         |
| Ředitel závodu | Martin Hájek   |  | Hlavní rozhodčí | Milan Binčík    |  | Stavitelé tratí | Marek Janků, Pavel Košárek |
| Název mapy     | Venušiny misky |  | Web závodu      |                 |  | Výsledky závodu |                            |

| Zkrácené výsledky             | Zkrácené výsledky       | Zkrácené výsledky           | Zkrácené výsledky       | Zkrácené výsledky       | Zkrácené výsledky | Zkrácené výsledky       | Zkrácené výsledky           | Zkrácené výsledky       | Zkrácené výsledky       |
| Pořadí                        | H21 – muži              | H21 – muži                  | H21 – muži              | H21 – muži              | Pořadí            | D21 – ženy              | D21 – ženy                  | D21 – ženy              | D21 – ženy              |
| ----------------------------- | ----------------------- | --------------------------- | ----------------------- | ----------------------- | ----------------- | ----------------------- | --------------------------- | ----------------------- | ----------------------- |
| Zlatá medaile                 | Rudolf Ropek            | VSK Mendelu Brno            | 1:28:21                 |                         | Zlatá medaile     | Kristýna Šimůnková      | USK Praha                   | 1:09:47                 |                         |
| Stříbrná medaile              | Martin Sadílek          | SKOB Zlín                   | 1:32:23                 | +4:02                   | Stříbrná medaile  | Mária Honzová           | Slezská univerzita Ostrava  | 1:10:28                 | +0:41                   |
| Bronzová medaile              | Petr Vavrys             | OOB TJ Slovan Luhačovice    | 1:34:17                 | +5:56                   | Bronzová medaile  | Hana Doleželová         | Slezská univerzita Ostrava  | 1:10:53                 | +1:06                   |
| 4                             | Tomáš Kovářík           | VSK VŠB TU Ostrava          | 1:35:08                 | +6:47                   | 4                 | Ada Kuchařová           | Centrum volného času Brno   | 1:12:02                 | +2:15                   |
| 5                             | Vít Pospíšil            | USK Praha                   | 1:35:11                 | +6:50                   | 5                 | Olga Jirsová            | OK Jiskra Nový Bor          | 1:12:27                 | +2:40                   |
| 6                             | Tomáš Podmolík          | SKOB Zlín                   | 1:35:39                 | +7:18                   | 6                 | Eva Bártová             | SOOB Spartak Rychnov n.Kn.  | 1:17:23                 | +7:36                   |
| 7                             | Václav Zakouřil         | USK Praha                   | 1:37:18                 | +8:57                   | 7                 | Marcela Klapalová       | SOOB Spartak Rychnov n.Kn.  | 1:19:56                 | +10:09                  |
| 8                             | Kamil Arnošt            | USK Praha                   | 1:37:37                 | +9:16                   | 8                 | Věra Utinková           | OK Jiskra Nový Bor          | 1:20:51                 | +11:04                  |
| 9                             | Petr Kozák              | Dukla Liberec               | 1:38:07                 | +9:46                   | 9                 | Markéta Novotná         | Slavia Liberec orienteering | 1:21:19                 | +11:32                  |
| 10                            | Libor Zřídkaveselý      | Centrum volného času Brno   | 1:38:14                 | +9:53                   | 10                | Dagmar Musilová         | SKOB Zlín                   | 1:21:53                 | +12:06                  |
| Pořadí                        | H20 – junioři           | H20 – junioři               | H20 – junioři           | H20 – junioři           | Pořadí            | D20 – juniorky          | D20 – juniorky              | D20 – juniorky          | D20 – juniorky          |
| Zlatá medaile                 | Radek Novotný           | SKP Hradec Králové          | 1:13:59                 |                         | Zlatá medaile     | Kateřina Tichá          | OK Jiskra Nový Bor          | 1:00:25                 |                         |
| Stříbrná medaile              | Eduard Štěrbák          | Centrum volného času Brno   | 1:18:48                 | +4:49                   | Stříbrná medaile  | Iva Navrátilová         | SKP Hradec Králové          | 1:02:17                 | +1:52                   |
| Bronzová medaile              | Jiří Paclík             | OK Slavia Hradec Králové    | 1:19:20                 | +5:21                   | Bronzová medaile  | Martina Horáčková       | USK Praha                   | 1:03:10                 | +2:45                   |
| Pořadí                        | H18 – starší dorostenci | H18 – starší dorostenci     | H18 – starší dorostenci | H18 – starší dorostenci | Pořadí            | D18 – starší dorostenky | D18 – starší dorostenky     | D18 – starší dorostenky | D18 – starší dorostenky |
| Zlatá medaile                 | Luboš Matějů            | SK Praga                    | 1:00:29                 |                         | Zlatá medaile     | Petra Borůvková         | OK Jilemnice                | 50:35                   |                         |
| Stříbrná medaile              | Aleš Jirásek            | OK Lokomotiva Pardubice     | 1:02:45                 | +2:16                   | Stříbrná medaile  | Hana Ryglová            | SKP Hradec Králové          | 52:15                   | +1:40                   |
| Bronzová medaile              | Michal Horáček          | Slavia Liberec orienteering | 1:03:42                 | +3:13                   | Bronzová medaile  | Gabriela Orálková       | KOS TJ Lokomotiva Krnov     | 54:01                   | +3:26                   |
| Pořadí                        | H16 – mladší dorostenci | H16 – mladší dorostenci     | H16 – mladší dorostenci | H16 – mladší dorostenci | Pořadí            | D16 – mladší dorostenky | D16 – mladší dorostenky     | D16 – mladší dorostenky | D16 – mladší dorostenky |
| Zlatá medaile                 | Radovan Čech            | Centrum volného času Brno   | 52:06                   |                         | Zlatá medaile     | Zdenka Stará            | TJ Baník Ostrava OKD        | 41:06                   |                         |
| Stříbrná medaile              | Petr Církva             | OK Slavia Hradec Králové    | 52:51                   | +0:45                   | Stříbrná medaile  | Regina Kičerková        | TJ TŽ Třinec                | 42:09                   | +1:03                   |
| Bronzová medaile              | Zdeněk Procházka        | Oddíl OB Kotlářka           | 53:06                   | +1:00                   | Bronzová medaile  | Michaela Skoumalová     | KOB Konice                  |                         |                         |
| << předchozí • následující >> |                         |                             |                         |                         |                   |                         |                             |                         |                         |

Souhrnné informace naleznete v článku Mistrovství České republiky v orientačním běhu na klasické trati.

## Mistrovství ČR štafet
| Datum závodu   | 18. 9. 1994 |  | Místo konání    | Vidnava • aréna |  | Pořadatel       | VSK VŠB TU Ostrava |
| Ředitel závodu |             |  | Hlavní rozhodčí |                 |  | Stavitelé tratí |                    |
| Název mapy     | Vidnava     |  | Web závodu      |                 |  | Výsledky závodu |                    |

| Zkrácené výsledky             | Zkrácené výsledky                                               | Zkrácené výsledky | Zkrácené výsledky | Zkrácené výsledky | Zkrácené výsledky                                                         | Zkrácené výsledky | Zkrácené výsledky | Zkrácené výsledky | Zkrácené výsledky |
| Pořadí                        | H21 – muži                                                      | H21 – muži        | H21 – muži        | Pořadí            | D21 – ženy                                                                | D21 – ženy        | D21 – ženy        |                   |                   |
| ----------------------------- | --------------------------------------------------------------- | ----------------- | ----------------- | ----------------- | ------------------------------------------------------------------------- | ----------------- | ----------------- | ----------------- | ----------------- |
| Zlatá medaile                 | SKOB Zlín Jan Šidla Martin Sadílek Tomáš Podmolík               | 3:07:08           |                   | Zlatá medaile     | OK Jiskra Nový Bor Kateřina Tichá Věra Utinková Olga Jirsová              | 2:53:46           |                   |                   |                   |
| Stříbrná medaile              | USK Praha Kamil Arnošt Petr Bořánek Václav Zakouřil             | 3:07:40           | +0:32             | Stříbrná medaile  | USK Praha Alena Wdówková Martina Horáčková Kristýna Šimůnková             | 2:53:55           | +0:09             |                   |                   |
| Bronzová medaile              | SK OK 24 Praha Luboš Semík Martin Tichovský Aleš Macháček       | 3:09:59           | +2:51             | Bronzová medaile  | SOOB Spartak Rychnov n.Kn. Eva Bártová Marcela Klapalová Jana Kuncová     | 3:03:36           | +9:50             |                   |                   |
| 4                             | SKOB Zlín Per Andersson Pavel Žemlík Evžen Pekárek              | 3:10:21           | +3:13             | 4                 | OOB TJ Slovan Luhačovice Dagmar Hubáčková Lenka Vavrysová Marie Slováková | 3:06:46           | +13:00            |                   |                   |
| 5                             | VSK Mendelu Brno Jaroslav Rygl Jiří Hlaváč Rudolf Ropek         | 3:10:55           | +3:47             | 5                 | Centrum volného času Brno Lenka Čechová Veronika Slámová Ada Kuchařová    | 3:06:47           | +13:01            |                   |                   |
| Pořadí                        | H18 – dorostenci                                                | H18 – dorostenci  | H18 – dorostenci  | Pořadí            | D18 – dorostenky                                                          | D18 – dorostenky  | D18 – dorostenky  |                   |                   |
| Zlatá medaile                 | SK Praga Michal Matějů Jakub Vodrážka Luboš Matějů              | 2:25:17           |                   | Zlatá medaile     | SKP Hradec Králové Lenka Pavlíková Zuzana Klapková Hana Ryglová           | 2:14:56           |                   |                   |                   |
| Stříbrná medaile              | Centrum volného času Brno Radovan Čech Ivo Habán Jakub Janota   | 2:26:18           | +1:01             | Stříbrná medaile  | OK Jilemnice Pavla Fialová Alena Tomečková Petra Borůvková                | 2:16:53           | +1:57             |                   |                   |
| Bronzová medaile              | OK Jilemnice Martin Oberreiter Ondřej Vodrážka Martin Janďourek | 2:30:58           | +5:41             | Bronzová medaile  | Oddíl OB Kotlářka Barbora Waldová Zuzana Stehnová Zuzana Macúchová        | 2:18:54           | +3:58             |                   |                   |
| << předchozí • následující >> |                                                                 |                   |                   |                   |                                                                           |                   |                   |                   |                   |

Souhrnné informace naleznete v článku Mistrovství České republiky v orientačním běhu štafet.

## Mistrovství ČR v nočním OB
| Datum závodu   | 23. 9. 1994        |  | Místo konání    | Luhačovice • aréna |  | Pořadatel       | OOB TJ Slovan Luhačovice |
| Ředitel závodu |                    |  | Hlavní rozhodčí |                    |  | Stavitelé tratí | Libor Slezák             |
| Název mapy     | Luhačovice - Obora |  | Web závodu      |                    |  | Výsledky závodu |                          |

| Zkrácené výsledky             | Zkrácené výsledky       | Zkrácené výsledky               | Zkrácené výsledky       | Zkrácené výsledky       | Zkrácené výsledky | Zkrácené výsledky       | Zkrácené výsledky         | Zkrácené výsledky       | Zkrácené výsledky       |
| Pořadí                        | H21 – muži              | H21 – muži                      | H21 – muži              | H21 – muži              | Pořadí            | D21 – ženy              | D21 – ženy                | D21 – ženy              | D21 – ženy              |
| ----------------------------- | ----------------------- | ------------------------------- | ----------------------- | ----------------------- | ----------------- | ----------------------- | ------------------------- | ----------------------- | ----------------------- |
| Zlatá medaile                 | Petr Henych             | SK OK 24 Praha                  | 1:07:56                 |                         | Zlatá medaile     | Dagmar Musilová         | SKOB Zlín                 | 48:13                   |                         |
| Stříbrná medaile              | Martin Tichovský        | SK OK 24 Praha                  | 1:08:26                 | +0:30                   | Stříbrná medaile  | Hana Lejsková           | SK OK 24 Praha            | 55:31                   | +7:18                   |
| Bronzová medaile              | Marek Prášil            | OK Jihlava                      | 1:08:40                 | +0:44                   | Bronzová medaile  | Marie Slováková         | OOB TJ Slovan Luhačovice  | 55:42                   | +7:29                   |
| 4                             | Luboš Semík             | SK OK 24 Praha                  | 1:09:10                 | +1:14                   | 4                 | Ada Kuchařová           | Centrum volného času Brno | 1:00:05                 | +11:52                  |
| 5                             | Jan Šidla               | SKOB Zlín                       | 1:12:20                 | +4:24                   | 5                 | Hana Šidlová            | SKOB Zlín                 | 1:04:13                 | +16:00                  |
| 6                             | Pavel Jursa             | KOS TJ Lokomotiva Krnov         | 1:12:32                 | +4:36                   | 6                 | Věra Utinková           | OK Jiskra Nový Bor        | 1:08:53                 | +20:40                  |
| 7                             | Martin Štěpánek         | Centrum volného času Brno       | 1:14:31                 | +6:35                   | 7                 | Kateřina Dufková        | KOS TJ Tesla Brno         | 1:21:40                 | +33:27                  |
| 8                             | Petr Utinek             | OK Jiskra Nový Bor              | 1:15:12                 | +7:16                   |                   |                         |                           |                         |                         |
| 9                             | Rudolf Nečas            | SKOB Zlín                       | 1:15:55                 | +7:59                   |                   |                         |                           |                         |                         |
| 10                            | Pavel Košárek           | VSK VŠB TU Ostrava              | 1:17:25                 | +9:29                   |                   |                         |                           |                         |                         |
| Pořadí                        | H20 – junioři           | H20 – junioři                   | H20 – junioři           | H20 – junioři           | Pořadí            | D20 – juniorky          | D20 – juniorky            | D20 – juniorky          | D20 – juniorky          |
| Zlatá medaile                 | Jan Boudný              | OK Jihlava                      | 1:05:15                 |                         | Zlatá medaile     | Lenka Čechová           | Centrum volného času Brno | 57:35                   |                         |
| Stříbrná medaile              | Libor Netopil           | VTJ Bechyně                     | 1:10:03                 | +4:48                   | Stříbrná medaile  | Lenka Rázková           | VŠTJ Ekonom Praha         | 1:00:45                 | +3:10                   |
| Bronzová medaile              | Jan Hain                | Sportcentrum Jičín              | 1:10:08                 | +4:53                   | Bronzová medaile  | Erika Čepelková         | OK Lokomotiva Pardubice   | 1:02:37                 | +5:02                   |
| Pořadí                        | H18 – starší dorostenci | H18 – starší dorostenci         | H18 – starší dorostenci | H18 – starší dorostenci | Pořadí            | D18 – starší dorostenky | D18 – starší dorostenky   | D18 – starší dorostenky | D18 – starší dorostenky |
| Zlatá medaile                 | Luboš Matějů            | SK Praga                        | 48:17                   |                         | Zlatá medaile     | Hana Ryglová            | SKP Hradec Králové        | 42:52                   |                         |
| Stříbrná medaile              | Vladimír Lučan          | TJ Fryšták                      | 53:24                   | +5:07                   | Stříbrná medaile  | Kateřina Mikšová        | SK Praga                  | 46:20                   | +3:28                   |
| Bronzová medaile              | Jiří Vondra             | VSK ČVUT Fakulta Stavební Praha | 55:16                   | +6:59                   | Bronzová medaile  | Alena Tomečková         | OK Jilemnice              | 46:47                   | +3:55                   |
| Pořadí                        | H16 – mladší dorostenci | H16 – mladší dorostenci         | H16 – mladší dorostenci | H16 – mladší dorostenci | Pořadí            | D16 – mladší dorostenky | D16 – mladší dorostenky   | D16 – mladší dorostenky | D16 – mladší dorostenky |
| Zlatá medaile                 | Jan Hovorka             | OK Lokomotiva Pardubice         | 46:25                   |                         | Zlatá medaile     | Barbora Waldová         | Oddíl OB Kotlářka         | 39:17                   |                         |
| Stříbrná medaile              | Petr Junek              | OK Jilemnice                    | 53:24                   | +6:59                   | Stříbrná medaile  | Lenka Klimplová         | OK Lokomotiva Pardubice   | 40:08                   | +0:51                   |
| Bronzová medaile              | Karel Rozkošný          | SKOB Zlín                       | 55:06                   | +8:41                   | Bronzová medaile  | Eva Juřeníková          | SKOB Ostrava              |                         |                         |
| << předchozí • následující >> |                         |                                 |                         |                         |                   |                         |                           |                         |                         |

Souhrnné informace naleznete v článku Mistrovství České republiky v nočním orientačním běhu.

## Mistrovství ČR na krátké trati
| Datum závodu   | 8. 10. 1994 |  | Místo konání    | Benešov u Prahy • aréna |  | Pořadatel       | SK OK 24 Praha |
| Ředitel závodu | Ivo Novák   |  | Hlavní rozhodčí | Aleš Richtr             |  | Stavitelé tratí | Luboš Semík    |
| Název mapy     | Belzebubek  |  | Web závodu      |                         |  | Výsledky závodu |                |

| Zkrácené výsledky             | Zkrácené výsledky       | Zkrácené výsledky             | Zkrácené výsledky       | Zkrácené výsledky       | Zkrácené výsledky | Zkrácené výsledky       | Zkrácené výsledky           | Zkrácené výsledky       | Zkrácené výsledky       |
| Pořadí                        | H21 – muži              | H21 – muži                    | H21 – muži              | H21 – muži              | Pořadí            | D21 – ženy              | D21 – ženy                  | D21 – ženy              | D21 – ženy              |
| ----------------------------- | ----------------------- | ----------------------------- | ----------------------- | ----------------------- | ----------------- | ----------------------- | --------------------------- | ----------------------- | ----------------------- |
| Zlatá medaile                 | Petr Vavrys             | OOB TJ Slovan Luhačovice      | 21:48                   |                         | Zlatá medaile     | Radka Novotná           | Slavia Liberec orienteering | 21:31                   |                         |
| Stříbrná medaile              | Petr Utinek             | OK Jiskra Nový Bor            | 22:47                   | +0:59                   | Stříbrná medaile  | Olga Jirsová            | OK Jiskra Nový Bor          | 22:32                   | +1:01                   |
| Bronzová medaile              | Rudolf Ropek            | VSK Mendelu Brno              | 23:02                   | +1:14                   | Bronzová medaile  | Dagmar Musilová         | SKOB Zlín                   | 22:35                   | +1:04                   |
| 4                             | Martin Sadílek          | SKOB Zlín                     | 23:11                   | +1:23                   | 4                 | Hana Doleželová         | Slezská univerzita Ostrava  | 23:16                   | +1:45                   |
| 5                             | Libor Zřídkaveselý      | Centrum volného času Brno     | 23:42                   | +1:54                   | 5                 | Markéta Novotná         | USK Praha                   | 23:52                   | +2:21                   |
| 6                             | Petr Bořánek            | USK Praha                     | 24:01                   | +2:13                   | 6                 | Hana Lejsková           | SK OK 24 Praha              | 24:22                   | +2:51                   |
| 7                             | Martin Tůma             | Originální Vivalín Team Kadaň | 24:39                   | +2:51                   | 7                 | Magdalena Gajdová       | USK Praha                   | 24:30                   | +2:59                   |
| 8                             | Tomáš Kovářík           | VSK VŠB TU Ostrava            | 24:42                   | +2:54                   | 8                 | Ada Kuchařová           | Centrum volného času Brno   | 24:35                   | +3:04                   |
| 9                             | Karel Haas              | OK Lokomotiva Pardubice       | 24:45                   | +2:57                   | 9                 | Pavla Sedlářová         | VSK VŠB TU Ostrava          | 24:52                   | +3:21                   |
| 10                            | Jan Šidla               | SKOB Zlín                     | 24:47                   | +2:59                   | 10                | Kristýna Šimůnková      | USK Praha                   | 25:23                   | +3:52                   |
| Pořadí                        | H20 – junioři           | H20 – junioři                 | H20 – junioři           | H20 – junioři           | Pořadí            | D20 – juniorky          | D20 – juniorky              | D20 – juniorky          | D20 – juniorky          |
| Zlatá medaile                 | Radek Novotný           | SKP Hradec Králové            | 22:42                   |                         | Zlatá medaile     | Kateřina Tichá          | OK Jiskra Nový Bor          | 22:01                   |                         |
| Stříbrná medaile              | Daniel Tomanek          | VSK VŠB TU Ostrava            | 22:46                   | +0:04                   | Stříbrná medaile  | Iva Navrátilová         | SKP Hradec Králové          | 24:45                   | +2:44                   |
| Bronzová medaile              | Jiří Paclík             | OK Slavia Hradec Králové      | 23:34                   | +0:52                   | Bronzová medaile  | Martina Lásková         | OK Slavia Hradec Králové    | 24:58                   | +2:57                   |
| Pořadí                        | H18 – starší dorostenci | H18 – starší dorostenci       | H18 – starší dorostenci | H18 – starší dorostenci | Pořadí            | D18 – starší dorostenky | D18 – starší dorostenky     | D18 – starší dorostenky | D18 – starší dorostenky |
| Zlatá medaile                 | Luboš Matějů            | SK Praga                      | 19:00                   |                         | Zlatá medaile     | Kateřina Mikšová        | SK Praga                    | 19:48                   |                         |
| Stříbrná medaile              | Ivo Habán               | Centrum volného času Brno     | 19:57                   | +0:57                   | Stříbrná medaile  | Kateřina Pracná         | Centrum volného času Brno   | 21:49                   | +2:01                   |
| Bronzová medaile              | Lukáš Přinda            | Slavia Liberec orienteering   | 20:18                   | +1:18                   | Bronzová medaile  | Věra Kvapilová          | OOB TJ Turnov               | 21:52                   | +2:04                   |
| Pořadí                        | H16 – mladší dorostenci | H16 – mladší dorostenci       | H16 – mladší dorostenci | H16 – mladší dorostenci | Pořadí            | D16 – mladší dorostenky | D16 – mladší dorostenky     | D16 – mladší dorostenky | D16 – mladší dorostenky |
| Zlatá medaile                 | Radek Ticháček          | Sportcentrum Jičín            | 17:06                   |                         | Zlatá medaile     | Eva Juřeníková          | SKOB Ostrava                | 19:02                   |                         |
| Stříbrná medaile              | Robert Heczko           | SKOB BETA Třinec              | 17:08                   | +0:02                   | Stříbrná medaile  | Regina Kičerková        | TJ TŽ Třinec                | 19:17                   | +0:15                   |
| Bronzová medaile              | Tomáš Holas             | TJ Opava                      | 17:42                   | +0:36                   | Bronzová medaile  | Zdenka Stará            | TJ Baník Ostrava OKD        |                         |                         |
| << předchozí • následující >> |                         |                               |                         |                         |                   |                         |                             |                         |                         |

Souhrnné informace naleznete v článku Mistrovství České republiky v orientačním běhu na krátké trati.

## Mistrovství ČR klubů a oblastních výběrů
| Datum závodu   | 9. 10. 1994 |  | Místo konání    | Krňany • aréna |  | Pořadatel       | SK Praga                       |
| Ředitel závodu |             |  | Hlavní rozhodčí |                |  | Stavitelé tratí | Richard Samohýl, Vladimír Attl |
| Název mapy     | Voskovka    |  | Web závodu      |                |  | Výsledky závodu |                                |

| Zkrácené výsledky             | Zkrácené výsledky | Zkrácené výsledky | Zkrácené výsledky | Zkrácené výsledky | Zkrácené výsledky | Zkrácené výsledky | Zkrácené výsledky | Zkrácené výsledky | Zkrácené výsledky |
| Pořadí                        | DH21 - dospělí | DH21 - dospělí    | DH21 - dospělí    | Pořadí            | DH18 - dorost | DH18 - dorost     | DH18 - dorost     |                   |                   |
| ----------------------------- | --- | ----------------- | ----------------- | ----------------- | --- | ----------------- | ----------------- | ----------------- | ----------------- |
| Zlatá medaile                 | USK Praha Václav Zakouřil Magda Horová Pavel Horák Markéta Novotná Petr Bořánek Kristýna Šimůnková Tomáš Prokeš                     | 5:38:05           |                   | Zlatá medaile     | OK Jilemnice Martin Oberreiter Barbora Chudíková Jan Kolín Petra Borůvková Martin Janďourek Pavla Fialová Ondřej Vodrážka | 4:49:17           |                   |                   |                   |
| Stříbrná medaile              | USK Praha Martin Macek Magdalena Gajdová Martin Škvor Silvie Košková Jan Kučera Alena Wdówková Kamil Arnošt                         | 5:43:13           | +5:08             | Stříbrná medaile  | Centrum volného času Brno Ivo Habán Kateřina Cigošová Radovan Čech Eva Švandová Jakub Janota Kateřina Pracná Radek Milán  | 5:00:45           | +11:28            |                   |                   |
| Bronzová medaile              | SKOB Zlín Evžen Pekárek Michaela Ročáková Jan Šidla Hana Šidlová Tomáš Podmolík Dagmar Musilová Martin Sadílek                      | 5:51:19           | +13:14            | Bronzová medaile  | SK Praga Michal Matějů Daniela Dvořáková Pavel Tesař Anna Vyhnánková Jakub Vodrážka Kateřina Mikšová Luboš Matějů         | 5:06:03           | +16:46            |                   |                   |
| 4                             | Centrum volného času Brno Eduard Štěrbák Veronika Slámová Jan Ptáček Lenka Čechová Martin Štěpánek Ada Kuchařová Libor Zřídkaveselý | 5:51:38           | +13:33            | 4                 | OK Jilemnice Aleš Rázek Alena Tomečková Petr Junek Bucharová Martin Erlebach Věra Lukešová Vlastimil Polák                | 5:06:36           | +17:19            |                   |                   |
| 5                             | VSK VŠB TU Ostrava Richard Klech Šárka Kašparová Pavel Košárek Eva Knyplová Marek Janků Pavla Sedlářová Tomáš Kovářík               | 5:53:16           | +15:11            | 5                 | OK Slavia Hradec Králové Petr Církva Eva Pakostová Ivo Šmíd Martina Lásková Roman Paclík Martina Hepnerová David Hepner   | 5:08:17           | +19:00            |                   |                   |
| << předchozí • následující >> | |                   |                   |                   | |                   |                   |                   |                   |

Souhrnné informace naleznete v článku Mistrovství České republiky v orientačním běhu klubů a oblastních výběrů.